# Shiv Raj Kumar Chopra
Shiv Raj Kumar Chopra (* 8. Oktober 1931 in Ludhiana; † 3. Juli 1994) war ein indischer Anthropologe und Paläoanthropologe.

## Leben
Chopra erwarb 1955 seinen Doktortitel  an der Universität Zürich. Von 1960 bis 1981 war er Professor für Anthropologie an der Panjab University in Chandigarh und von 1983 bis 1986 war er Pro-Vizekanzler an der Punjabi University in Patiala.
Chopra leistete einen Beitrag zur Erforschung des menschlichen Wachstums, der Primatenfortbewegung und der Paläoanthropologie. Seine Arbeiten über die Primaten trugen dazu bei, die phylogenetischen Beziehungen zwischen höheren und niederen Primaten zu verdeutlichen. 
1969 beschrieben Chopra und Elwyn L. Simons die Art Gigantopithecus bilaspurensis auf der Basis von Unterkieferknochen und Zähnen aus Ablagerungen in den Siwaliks von Indien, die auf das Miozän vor etwa 6 bis 9 Millionen Jahren datiert werden. Frederick S. Szalay und Eric Delson stellten dagegen 1979 fest, dass G. bilaspurensis von den bekannten Überresten von Gigantopithecus giganteus (auch Indopithecus giganteus) nicht zu unterscheiden ist und synonymisierten die beiden Taxa.
1977 gehörte er zu den Erstbeschreibern der fossilen Krokodilart Crocodylus greenwoodi, deren fossile Überreste in den Pliozänablagerungen der Jammu Hills entdeckt wurden. 1979 beschrieb er mit Pliopithecus krishnaii die erste fossile Gibbonart aus den Siwaliks auf der Basis eines einzelnen oberen dritten Backenzahns. Er dokumentierte die wichtigen Stadien im Evolutionsbaum des frühen Menschen in Indien und entwarf ein Pelvimeter, ein Instrument zur Messung von Winkeln am Becken und anderen Knochen von Primaten, einschließlich des Menschen.
Chopra war Redakteur der Zeitschrift Everyday Science und Mitglied des beratenden Ausschusses des Anthropological Survey of India und des Museum of Man des Bildungsministeriums. Er war Mitglied des Ständigen Rates des International Congress of Anthropological and Ethnological Sciences.

## Auszeichnungen (Auswahl)
Chopra erhielt 1979 die Silberplakette der Ethnographic and Folk Culture Society, Lucknow, und im selben Jahr den Majumdar Memorial Lecture Award, Lucknow. 

## Mitgliedschaften und weiteres
Shiv Raj Kumar Chopra war ab 1984 ein gewähltes Mitglied der Indian National Science Academy (INSA). Er war Mitglied der National Academy of Sciences India in Allahabad, des Royal Anthropological Institute of Great Britain and Ireland, der Zoological Society of London, der Palaeontological Society of India, der American Anthropological Association und der International Primatological Society sowie im Explorers Club (USA).
1979 war er Vorsitzender der Sektion Paläobiologie und Evolution auf dem Congress of International Primatological Society. 